# 劉昫
劉 昫（りゅう く、887年 - 946年）は、五代後唐から後晋にかけての政治家。字は耀遠。本貫は涿州帰義県（現在の河北省保定市雄県）。

## 経歴
後唐の荘宗のときに太常博士・翰林学士に任ずる。明宗のときに兵部侍郎・端明殿学士に任ずる。
後晋のとき、司空・同平章事の官位に至る。開運2年（945年）に石重貴が『旧唐書』200巻の撰へ招いた。実際は張昭遠・賈緯・趙瑩らの作であった。

## 著書
- 『旧唐書』